# Elisa Caroline Bommer
Elisa Caroline Destrée de Bommer (Laeken, 19 de enero de 1832 - Bruselas, 17 de enero de 1910) fue una botánica y micóloga belga. Fue curadora del jardín Botánico de Bruselas, profesora en la Universidad de Bruselas.
Realizó expediciones botánicas a los Países Bajos, India, China, Vietnam.

## Algunas obras
- e.c.Bommer. 1879. Catalogue des champignons observés aux environs de Bruxelles, 22 pp.
- --------------, m.f.Rosseau. 1884. Florule mycologique des environs de Bruxelles. Ed. C. Annoot-Braeckman, Ad. Hoste, Succ. 353 pp.
- --------------, --------------. 1887. Contributions à la flore mycologique de Belgique, II. Bull. Royale de la Société de Botanique de Belgique 26: 187-241
- --------------, --------------.[1890. Contributions à la flore mycologique de Belgique. Bull. Royale de la Société de Botanique de Belgique 29: 205-302
- --------------. 1905. Champignons. Expédition antarctique Belge: Rapports scientifiques. Vol. 7 : resultados del viaje de S.Y. Bélgica en 1897-1898-1899 : reportes científicos. Ed. Impr. J.E. Buschmann, 16 pp.

## Eponimia
- (Chaetomiaceae) Bommerella Marchal[3]